# Ilona Ryk
Ilona Ryk (* 4. Juli 1960 in Greifswald, geborene Ilona Michalowsky, später verheiratete Ilona Kienitz) ist eine ehemalige deutsche Badmintonspielerin. Sie gewann in ihrer Karriere zwei DDR-Einzeltitel und acht DDR-Mannschaftstitel für ihren Heimatverein Einheit Greifswald.
In Greifswald wurde sie vom Schüler- bis zum Juniorenalter kontinuierlich auf sportlichem Gebiet aufgebaut. Im Nachwuchsbereich gewann sie 14 Titel in den Einzeldisziplinen. Schon vor ihrem 15. Geburtstag sicherte sie sich 1975 ihren ersten Titel bei den Erwachsenen mit der Greifswalder Mannschaft, welchem sieben weitere Teamtitel folgen sollten. 1981 und 1982 gewann sie an der Seite von Monika Cassens den DDR-Meistertitel im Damendoppel. Sie absolvierte bis 1990 insgesamt 19 Länderspiele für die DDR, von denen sie 14 siegreich gestalten konnte.
Ilona Ryk lebt heute in Zschepplin bei Eilenburg.

## Sportliche Erfolge

### Nationale Titel
| Veranstaltung                    | Saison    | Disziplin   | Sieger |
| -------------------------------- | --------- | ----------- | --- |
| DDR-Einzelmeisterschaft AK 10/11 | 1970/1971 | Mixed       | Jörg-Peter Palm / Ilona Michalowsky (Empor Eichwalde / Einheit Greifswald) |
| DDR-Einzelmeisterschaft AK 10/11 | 1971/1972 | Mixed       | Jörg-Peter Palm / Ilona Michalowsky (FSG Wildau / Einheit Greifswald) |
| DDR-Einzelmeisterschaft AK 10/11 | 1971/1972 | Dameneinzel | Ilona Michalowsky (Einheit Greifswald) |
| DDR-Einzelmeisterschaft AK 12/13 | 1971/1972 | Damendoppel | Renate Thurow / Ilona Michalowsky (Einheit Greifswald) |
| DDR-Einzelmeisterschaft AK 12/13 | 1972/1973 | Mixed       | Jörg-Peter Palm / Ilona Michalowsky (FSG Wildau / Einheit Greifswald) |
| DDR-Einzelmeisterschaft AK 12/13 | 1973/1974 | Dameneinzel | Ilona Michalowsky (Einheit Greifswald) |
| DDR-Einzelmeisterschaft AK 16/17 | 1974/1975 | Damendoppel | Renate Thurow / Ilona Michalowsky (Einheit Greifswald) |
| DDR-Mannschaftsmeisterschaft     | 1974/1975 | Mannschaft  | Einheit Greifswald (Edgar Michalowski, Erfried Michalowsky, Norbert Michalowsky, Hubert Wagner, Klaus Müller, Michael Franz, Christine Zierath, Renate Thurow, Ilona Michalowsky)                                    |
| DDR-Einzelmeisterschaft AK 16/17 | 1974/1975 | Dameneinzel | Ilona Michalowsky (Einheit Greifswald) |
| DDR-Einzelmeisterschaft AK 16/17 | 1975/1976 | Damendoppel | Rena Scheithauer / Ilona Michalowsky (Einheit Dorfchemnitz / Einheit Greifswald) |
| DDR-Einzelmeisterschaft AK 16/17 | 1975/1976 | Mixed       | Rainer Sperfeldt / Ilona Michalowsky (TSG Fürstenwalde / Einheit Greifswald) |
| DDR-Mannschaftsmeisterschaft     | 1975/1976 | Mannschaft  | Einheit Greifswald (Edgar Michalowski, Erfried Michalowsky, Hans-Peter Apler, Klaus Müller, Uwe Kämmer, Norbert Michalowsky, Jürgen Brösel, Angela Michalowski, Christine Zierath, Renate Thurow, Ilona Michalowsky) |
| DDR-Einzelmeisterschaft AK 16/17 | 1975/1976 | Dameneinzel | Ilona Michalowsky (Einheit Greifswald) |
| DDR-Einzelmeisterschaft AK 16/17 | 1976/1977 | Dameneinzel | Ilona Michalowsky (Einheit Greifswald) |
| DDR-Mannschaftsmeisterschaft     | 1977/1978 | Mannschaft  | Einheit Greifswald (Edgar Michalowski, Erfried Michalowsky, Michael Franz, Uwe Kämmer, Angela Michalowski, Ilona Michalowsky, Birgit Kämmer, Christine Zierath)                                                      |
| DDR-Einzelmeisterschaft AK 16/17 | 1977/1978 | Damendoppel | Ilona Michalowsky / Petra Tobien (Einheit Greifswald / Kühlautomat Berlin) |
| DDR-Einzelmeisterschaft AK 16/17 | 1978/1979 | Damendoppel | Ilona Michalowsky / Petra Tobien (Einheit Greifswald / Kühlautomat Berlin) |
| DDR-Mannschaftsmeisterschaft     | 1978/1979 | Mannschaft  | Einheit Greifswald (Erfried Michalowsky, Edgar Michalowski, Uwe Kämmer, Thomas Greeck, Jürgen Brösel, Christine Zierath, Angela Michalowski, Ilona Michalowsky)                                                      |
| DDR-Mannschaftsmeisterschaft     | 1979/1980 | Mannschaft  | Einheit Greifswald (Edgar Michalowski, Erfried Michalowsky, Michael Franz, Thomas Mundt, Klaus Müller, Norbert Michalowsky, Petra Michalowsky, Christine Zierath, Ilona Michalowsky, Angela Michalowski)             |
| DDR-Studentenmeisterschaft       | 1980/1981 | Mixed       | Michael Franz / Ilona Michalowsky (Ernst-Moritz-Arndt-Universität Greifswald - Einheit Greifswald) |
| DDR-Studentenmeisterschaft       | 1980/1981 | Dameneinzel | Ilona Michalowsky (Ernst-Moritz-Arndt-Universität Greifswald - Einheit Greifswald) |
| DDR-Mannschaftsmeisterschaft     | 1980/1981 | Mannschaft  | Einheit Greifswald (Erfried Michalowsky, Edgar Michalowski, Thomas Mundt, Michael Franz, Thomas Greeck, Angela Michalowski, Petra Michalowsky, Birgit Kämmer, Ilona Michalowsky, Christine Zierath)                  |
| DDR-Einzelmeisterschaft          | 1980/1981 | Damendoppel | Monika Cassens / Ilona Michalowsky (HSG Lok HfV Dresden / Einheit Greifswald) |
| DDR-Mannschaftsmeisterschaft     | 1981/1982 | Mannschaft  | Einheit Greifswald (Erfried Michalowsky, Edgar Michalowski, Thomas Mundt, Uwe Kämmer, Norbert Michalowsky, Birgit Kämmer, Petra Michalowsky, Ilona Michalowsky)                                                      |
| DDR-Einzelmeisterschaft          | 1981/1982 | Damendoppel | Monika Cassens / Ilona Michalowsky (HSG Lok HfV Dresden / Einheit Greifswald) |
| DDR-Studentenmeisterschaft       | 1982/1983 | Mixed       | Andreas Benz / Ilona Ryk (HSG Lok HfV Dresden / Ernst-Moritz-Arndt-Universität Greifswald - Einheit Greifswald) |
| DDR-Studentenmeisterschaft       | 1982/1983 | Dameneinzel | Ilona Ryk (Ernst-Moritz-Arndt-Universität Greifswald - Einheit Greifswald) |
| DDR-Studentenmeisterschaft       | 1982/1983 | Damendoppel | Ilona Ryk / Michaela Junker (Ernst-Moritz-Arndt-Universität Greifswald - Einheit Greifswald) |
| DDR-Mannschaftsmeisterschaft     | 1982/1983 | Mannschaft  | Einheit Greifswald (Erfried Michalowsky, Edgar Michalowski, Norbert Michalowsky, Thomas Mundt, Uwe Kämmer, Klaus Müller, Birgit Kämmer, Ilona Ryk)                                                                   |